# 上海石油交易所
上海石油交易所（SPEX）成立于2006年8月18日由中国石油国际事业有限公司、中国石化销售有限公司、中海石油化工进出口有限公司、中化国际石油公司和上海久联集团有限公司共同出资组建。上海石油交易所是中国首家石油现货交易所。

## 特点
与世界上著名的纽约期货交易所、伦敦期货交易所所不同的是，上海石油交易所是由5家能源企业组建的，是为石油石化产品现货交易（含中远期订货）提供交易中介服务的，交易品种主要以现货为主，包括燃料油、石油沥青、乙醇、乙二醇等，今后将逐步推出天然气、成品油、原油等其他品种。 
早在1993年，上海就已经开设了上海石油交易所，是由中国石油天然气总公司、中国石油化工总公司、上海市人民政府三方共同组建的非盈利性的全民所有制事业法人。当时的交易品种涉及原油、汽油、燃料油等，总交易量一度占到了全国石油期货市场份额的70%左右，成为继伦敦、纽约之后的全球第三大的石油期货交易所。但是在仅仅一年以后就因为中国国务院的有关政策原因而被迫关闭。相关机构也并入了后来成为上海期货交易所的上海商品交易所。
后经上海市发展和改革委员会批准，并向国家发改委备案，2004年8月上海注册成立的能源要素市场，2006年8月18日正式开业运营。公司注册资本1.05亿元，其中上海久联集团有限公司（申能集团有限公司全资持股）持股80%，四大石油公司（中石油、中石化、中海油、中化集团）各持股5%。2003年，上海市政府将上海石油交易所的创建工作列入《上海市发展服务业行动纲要》。2006年，浦东新区政府将上海石油交易所纳入国务院批准的浦东新区综合配套改革试点单位。